# هيرمان بوندي
السير هيرمان بوندي (بالإنجليزية: Hermann Bondi)‏ (1 نوفمبر، 1919 م - 10 سبتمبر، 2005 م)، عالم رياضيات الأنجلو-نمساوي وعالم كونيات، وهو معروف بتطوير نظرية الحالة الثابتة للكون مع فريد هويل وتوماس غولد كبديل لنظرية الانفجار الكبير، وقد ساهم في نظرية النسبية العامة.

## النشأة
ولد بوندي في فيينا، وهو ابن طبيب، حيث نشأ بوندي في فيينا ودرس في الجمنازيوم. أظهر قدرة مذهلة مبكرة على الرياضيات، وقد أوصاه أبراهام فرانكل أن يذهب إلى آرثر إدنغتون، بالرغم من أن لفرانكل علاقة بعيدة مع بوندي في النسب، أي أن فرانكل هو الرياضياتي الوحيد في الأسرة الممتدة، وكانت والدة هيرمان لديها البصيرة في هندسة اجتماع بين ابنها الشاب والرجل الشهير، مع العلم أن هذا قد يكون المفتاح لتمكينه من متابعة رغباته ويصبح هو نفسه عالم رياضيات، وقد شجعه إدنغتون على السفر إلى إنجلترا لقراءة الترايبوس الرياضي في كلية الثالوث بجامعة كامبريدج. وصل إلى كامبريدج في عام 1937 م، هربًا من معاداة السامية في النمسا. بإدراك موقف خطر من والديه عام 1938 م قبل وقت قصير من الآنشلوس، حيث بعث لهم ببرقية تخبرهم بمغادرة النمسا دفعة واحدة. وقد تمكنوا من الوصول إلى سويسرا، واستقروا في وقت لاحق بنيويورك.
في السنوات الأولى من الحرب العالمية الثانية، كان بوندي موقوفًا في كل من جزيرة مان وكندا - كدولة أجنبية عدوة -، وكان من بين الموقوفين الآخرين توماس غولد وماكس بيروتس. وقد تم الإفراج عن بوندي وغولد نهاية عام 1941 م، وعمل مع فريد هويل على الرادار في مؤسسة إشارات الأميرالية. أصبح موضوعًا بريطانيًا عام 1946 م.

## المهنة
حاضر بوندي في الرياضيات في جامعة كامبريدج من عام 1945 م إلى عام 1954 م، وكان زميلا لكلية الثالوث في سبتمبر من العام 1943 م وفي أبريل من العام 1952 م.
في عام 1948 م، صاغ بوندي وهويل وغولد نظرية الحالة الثابتة، التي تؤكد أن الكون يتوسع باستمرار ولكن المادة تنشأ باستمرار لتشكل نجومًا ومجرات جديدة للحفاظ على متوسط كثافة ثابت. كانت نظرية الحالة الثابتة تتفوق على نظرية الانفجار الكبير المنافسة مع اكتشاف الخلفية المكروية الكونية.
كان بوندي واحدًا من أوائل الذين أدركوا بشكل صحيح طبيعة الموجة الثقالية، حيث أدخلوا إحداثيات بوندي للإشعاع، وكي-حساب التفاضل والتكامل لبوندي، ومفاهيم كتلة بوندي وأخبار بوندي، وكتابة مقالات المراجعة. قام بتشجيع حجة الخرزة اللاصقة - التي قيل أن أصلها يعود، إلى ريتشارد فاينمان، - للإدعاء بأن نظرية الجاذبية الجسدية تتنبأ في الواقع بالنسبية العامة، وهو تأكيد كان مثيرًا للجدل حتى عام 1955 م. وأحيت ورقة عام 1947 م الاهتمام في مقياس ليميتري-تولمان وهو حل غبار متجانس كروي غير متجانس (غالباً ما يطلق عليه مقياس إل تي بي أو مقياس ليميتري-تولمان-بوندي). ساهم بوندي أيضًا في نظرية تراكم المادة من سحابة من الغاز على نجم أو ثقب أسود، وعمل مع ريمون ليتلتون وتم تسمية أحد النتائج باسمه إلى «تراكم بوندي» أو «دائرة نصف قطر بوندي».
أصبح أستاذًا في كلية الملك في لندن عام 1954 م، وحصل على لقب بروفيسور فخري هناك عام 1985 م. وكان سكرتيرا للجمعية الفلكية الملكية من عام 1956 م إلى عام 1964 م.

## أعمال أخرى
كانت بوندي نشطًا أيضًا خارج حدود المحاضرات والأبحاث الأكاديمية. وقد شغل العديد من المناصب:
- المدير العام لمنظمة أبحاث الفضاء الأوروبية (1967 م إلى 1971 م) (التي أصبحت فيما بعد وكالة الفضاء الأوروبية).
- كبير المستشارين العلميين لوزارة الدفاع البريطانية (1971 م إلى 1977 م).
- كبير المستشارين العلميين لقسم الطاقة في بريطانيا (1977 م إلى 1980 م).
- رئيس مجلس بحوث البيئة الطبيعية (1980 م إلى 1984 م).
- رئيس جمعية «للبحوث في التعليم العالي» (1981 م إلى 1997 م).
- رئيس الجمعية الهيدروغرافية (1985 م إلى 1987 م).
- رئيس كلية تشرشل بجامعة كامبريدج.

أصبح زميلا للجمعية الملكية في عام 1959 م. وقام بسلسلة من البرامج التلفزيونية المسماة "E = mc2" لهيئة الإذاعة البريطانية (بي بي سي) في عام 1963 م. تم تقليده وسام الحمام في عام 1973 م. حصل على الميدالية الذهبية للجمعية أينشتاين في عام 1983 م، الميدالية الذهبية بمعهد الرياضيات وتطبيقاته في عام 1988 م، وجائزة جي. دي. بيرلا الدولية للإنسانية، والميدالية الذهبية للجمعية الملكية الفلكية في عام 2001 م. حصل على درجة الدكتوراه الفخرية (دكتور في العلوم) من جامعة باث في عام 1974 م.
أدى تقريره في فيضان لندن عام 1953 م في النهاية إلى بناء حاجز التايمز. كما أيد اقتراح إنشاء سد سيفرن لتوليد الكهرباء، لكن هذا المشروع لم يتم ترحيله.
يتم أرشفة أوراقه من عام 1940 م إلى عام 2000 م في 109 صندوق أرشيف من قبل مشروع يانوس.

## الحياة الشخصية
بالرغم من أن والديه كانا يهوديين، إلا أنه لم «يشعر بالحاجة إلى الدين» وكان إنسانيا مدى الحياة. كان رئيسًا للجمعية الإنسانية البريطانية من عام 1982 م إلى عام 1999 م، ورئيسًا لرابطة الصحافة العقلية من عام 1982 م، وكان أحد الموقعين على البيان الإنساني الثاني.
تزوج كريستين ستوكمان، وهي أيضا عالمة رياضيات وفلكية، في عام 1947 م؛ كانت واحدة من طلاب أبحاث هويل، ومثله مثلت نشاطًا في الحركة الإنسانية. ولديهما معاً ولدين وثلاث بنات، أحد الأبناء البروفيسور ليز بوندي، وهو جغرافي ناشر في جامعة إدنبرة. توفي هيرمان بوندي في كامبريدج في عام 2005 م، في سن 85 عامًا. وتناثرت رماده في دير أنجلسي بالقرب من كامبريدج. وقد توفيت زوجته كريستين في عام 2015 م.